# Droga wojewódzka 276
Die Droga wojewódzka 276 (DW 276) ist eine 44 Kilometer lange Droga wojewódzka (Woiwodschaftsstraße) in der polnischen Woiwodschaft Lebus, die Krosno Odrzańskie mit Świebodzin verbindet. Die Strecke liegt im Powiat Krośnieński, im Powiat Zielonogórski und im Powiat Świebodziński.

## Streckenverlauf
Woiwodschaft Lebus, Powiat Krośnieński
-  Krosno Odrzańskie (Crossen an der Oder) (DK 29)
- Radnica (Rädnitz)
-  Szklarka Radnicka (Groß Rädnitz, Rädnitzer Hütten Werke) (DW 278)

Woiwodschaft Lebus, Powiat Zielonogórski
- Sycowice (Leitersdorf)

Woiwodschaft Lebus, Powiat Świebodziński
- Przetocznica (Hammer)
-  Skąpe (Skampe) (DW 277)
- Radoszyn (Rentschen)
- Chociule (Kutschlau)
-  Świebodzin (Schwiebus) (S 3, DK 92, DW 303)